# Ina Boudier-Bakker

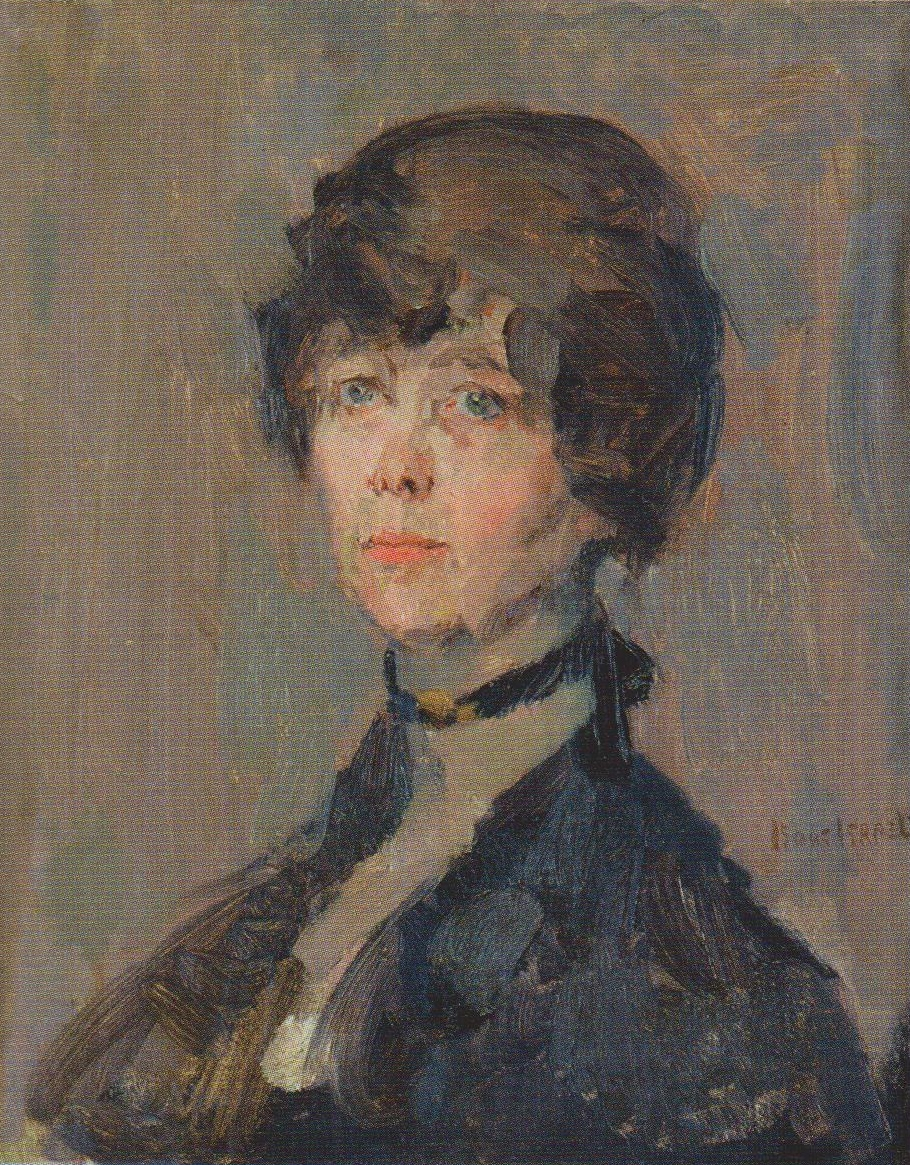
Ina Boudier-Bakker

Ina Boudier-Bakker, född 15 april 1875 i Amsterdam, död 26 december 1966 i Utrecht, var en nederländsk författare.
Boudier-Bakker var aktiv i den nederländska kvinnorörelsen. Hennes romaner var påverkade av samtida skandinavisk litteratur.